# Временные правила 1905 года
Временные правила 1905 года — законодательный акт, дополнявший Университетский устав 1884 года и определявший порядок административного устройства университетов. 

## История
Указ «О введении в действие Временных правил об управлении высшими учебными заведениями ведомства Министерства народного просвещения» утверждён императором Николаем II (27 августа  (9 сентября) 1905 года). Появление указа было непосредственно связано с событиями Первой русской революции 1905—1907. «Временные правила» были изданы в связи с прекращением занятий в университетах из-за студенческих волнений. В них пересматривались вызывавшие наибольший общественный протест нормы Устава 1884.
Авторами этого указа были товарищ министра внутренних дел Д. Ф. Трепов и министр народного просвещения В. Г. Глазов. Автономия признавалась ими как главнейший способ для умиротворения непрекращающихся годами волнений в высших учебных заведениях и необходимой для придания академической жизни правильного и спокойного течения.
Правила предоставляли «впредь до введения в законодательном порядке новых уставов высших учебных заведений» ряд новых прав: советам факультетов (факультетским собраниям) — избирать деканов и их секретарей из профессоров и преподавателей факультетов с последующим утверждением избранных лиц министерством народного просвещения. На советы университетов возлагалась ответственность «о поддержании правильного хода учебной жизни в университете», и «в том случае, если на принятые Советом меры в университете произойдут нарушающие правильное течение жизни беспорядки, Совету предоставляется право ходатайствовать о приостановлении занятий вполне или частью на более или менее продолжительные сроки». Начальство над университетской инспекцией, по Уставу 1884 принадлежавшее попечителю, передавалось ректору, который должен был «заботиться о поддержании в университете порядка» и давать инспектору соответствующие указания, при необходимости — с одобрения Совета или избранной Советом Комиссии.
Разбирательство по студенческим делам, как в Университетском уставе 1863 года, вверялось профессорскому дисциплинарному суду. Студенческие дела, таким образом, вновь целиком оказывались в ведении университета, а не чиновников министерства народного просвещения, что удовлетворяло требованиям как либеральной профессуры, так и большинства студентов.
Правила распространялись на высшие учебные заведения, которые были закрыты вследствие студенческих беспорядков: Демидовский юридический лицей, ветеринарный и технологический институты и Новоалександрийский институт сельского хозяйства и лесоводства. Введение в действие Правил предписывалось с начала занятий в 1905/1906 учебном году.
Временные правила фактически перестали действовать в Московском университете после событий 1911 года, когда они были грубо нарушены Министерством народного просвещения, что привело к массовой отставке профессоров и преподавателей, на должности которых вопреки Правилам были назначены новые лица.
Подготавливаемый в министерстве новый университетский Устав так и не был введён в действие из-за последующих революционных событий в 1917 году.